# Hirofumi Ōtsuka
Hirofumi Ōtsuka (jap. 大塚 博文 Ōtsuka Hirofumi;  * 8. Oktober 1947) ist ein ehemaliger japanischer Eisschnellläufer.
Ōtsuka, der an der Senshū-Universität studierte, nahm von 1966 bis 1972 meist an nationalen Rennen teil und wurde dabei im Jahr 1970 japanischer Meister im Großen Vierkampf. International startete er nur in der Saison 1967/68. Dabei belegte bei den Olympischen Winterspielen 1968 in Grenoble den 28. Platz über 10.000 m und bei der Winter-Universiade 1968 in Innsbruck den neunten Platz über 1500 m, den siebten Rang über 3000 m sowie den vierten Platz über 5000 m.

## Persönliche Bestzeiten
| Disziplin | Zeit        | Datum             | Ort       |
| --------- | ----------- | ----------------- | --------- |
| 500 m     | 43,1 s      | 22. Februar 1969  | Mizunami  |
| 1500 m    | 2:08,0 min  | 23. Januar 1972   | Matsumoto |
| 3000 m    | 4:24,4 min  | 28. November 1971 | Matsumoto |
| 5000 m    | 7:44,5 min  | 28. November 1970 | Matsumoto |
| 10.000 m  | 16:11,0 min | 23. Januar 1972   | Matsumoto |